# Óscar Bettencourt
Óscar de Medeiros Bettencourt (Povoação, 26 de abril de 1889 - Ponta Delgada, 18 de agosto de 1971) foi um advogado e político português. O seu filho, Carlos Bettencourt, viria também a destacar-se.
Licenciou-se em Direito pela Universidade de Coimbra, exercendo depois a advocacia em Ponta Delgada e em Lisboa. De firmes convicções republicanas e democráticas, foi o fundador e director do diário republicano O Tempo, em Ponta Delgada, em 1912. Manteve-se fiel à democracia durante o Estado Novo, integrando o MUD de Lisboa, em 1945.
Foi autor de Pleitos e Debates (1930), Soluções Jurídicas (1933) e Perfil do Dr. Luís Bettencourt (1943), um adversário político que respeitava.